# Pseudolotelus distortus
Pseudolotelus distortus es una especie de coleóptero de la familia Aderidae.

## Distribución geográfica
Habita en Japón.